# 奧帕里諾區
59°50′52″N 48°17′01″E / 59.84778°N 48.28361°E
奧帕里諾區（俄语：Опаринский район），是俄羅斯的一個區，位於該國西部，由基洛夫州負責管轄，面積6,043平方公里，2010年該區人口11,795，人口密度每平方公里1.95人。